# ウンム・アル＝カイワイン
ウンム・アル＝カイワイン（アラビア語: ام القيوين、ラテン文字表記例：Umm al-Quwain）は、アラブ首長国連邦を構成する首長国のひとつ。現首長はサウード・ビン・ラーシド・アル＝ムアッラー。建国年は、1775年。

## 概要
ペルシャ湾に面して、連邦の北東部に位置する。南西はシャールジャ、北東はラアス・アル＝ハイマに接する。1775年に建国。連邦の構成国中2番目に小さい国である。人口は6.5万人（2010年推計）。首都はウンム・アル＝カイワイン市。

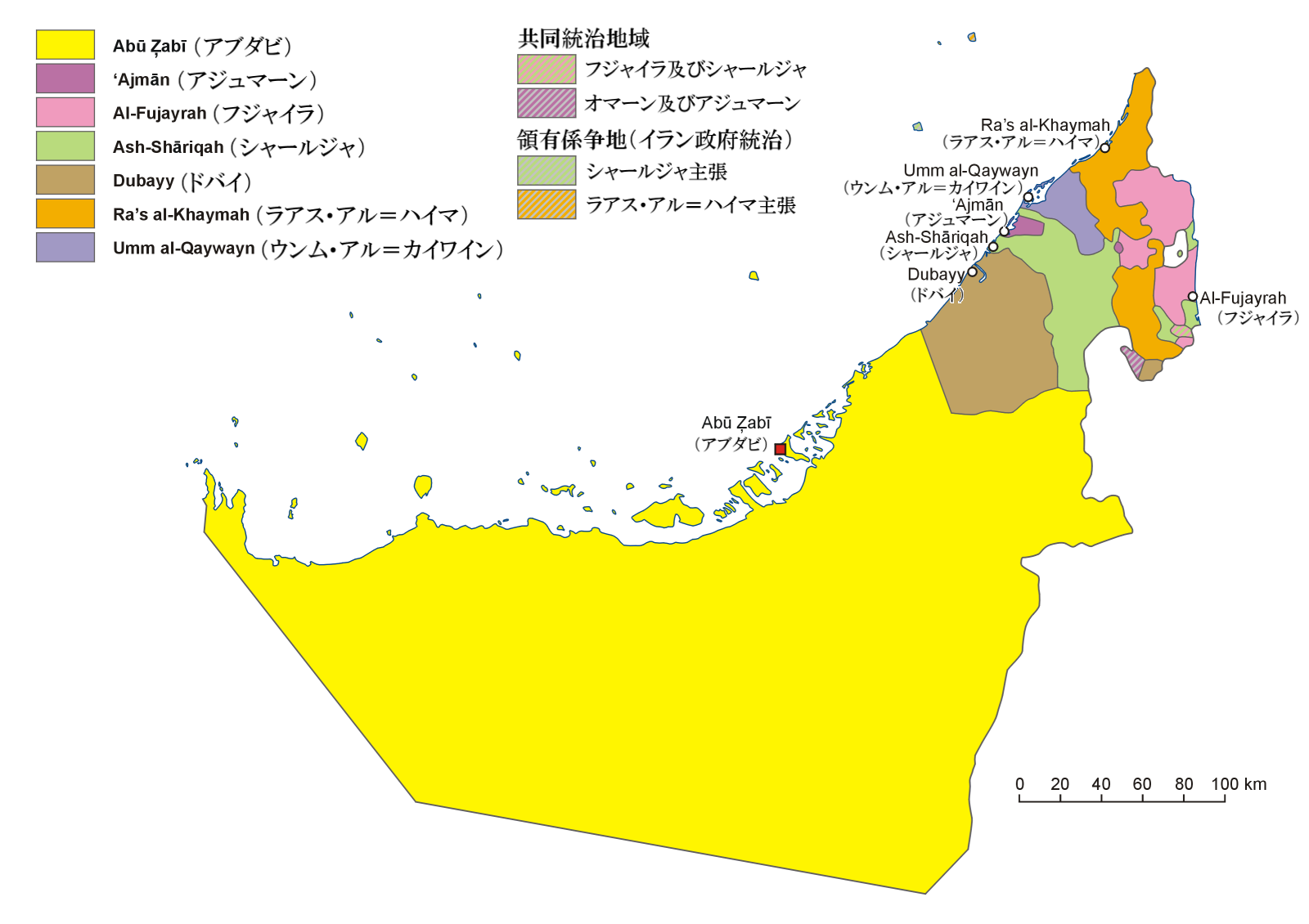
アラブ首長国連邦の各首長国

古くから真珠採取で有名。

## 隣接行政区画
- ラアス・アル＝ハイマ首長国
- シャールジャ首長国